# Yanteles
Yanteles je menší stratovulkanický komplex, nacházející se v jižní části Chile. Komplex sestává z pěti vulkanických center, která jsou zaledněné. Není zaznamenána žádná erupce, ale datováním vrstev tefry se věk poslední erupce odhaduje na začátek holocénu. Některé prameny hovoří o erupci v roce 1935, ale tato verze nebyla nikdy potvrzena.